# LKH Graz II Standort Süd

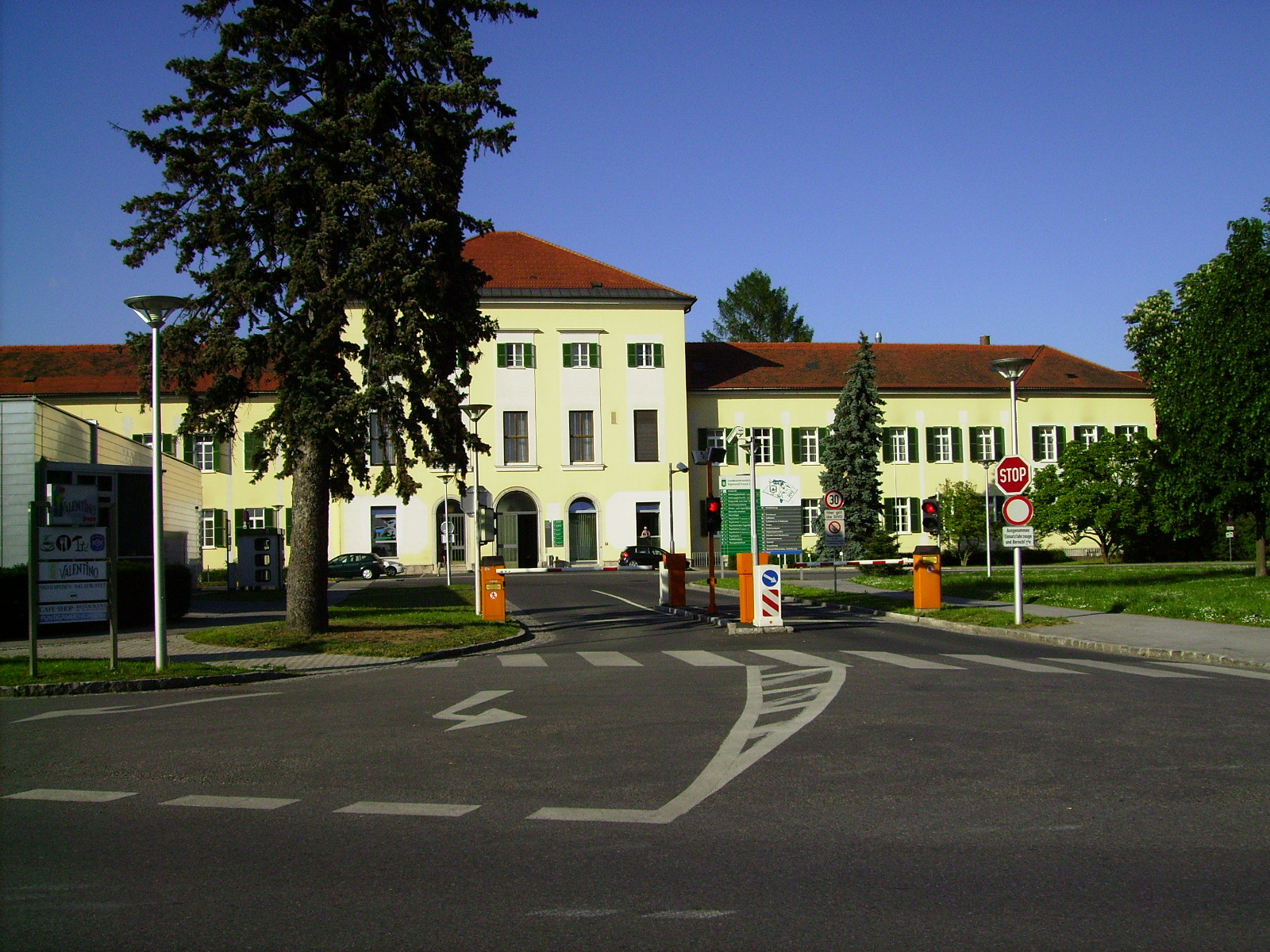
Einfahrtsbereich des Standorts Süd des LKH Graz II (2008)

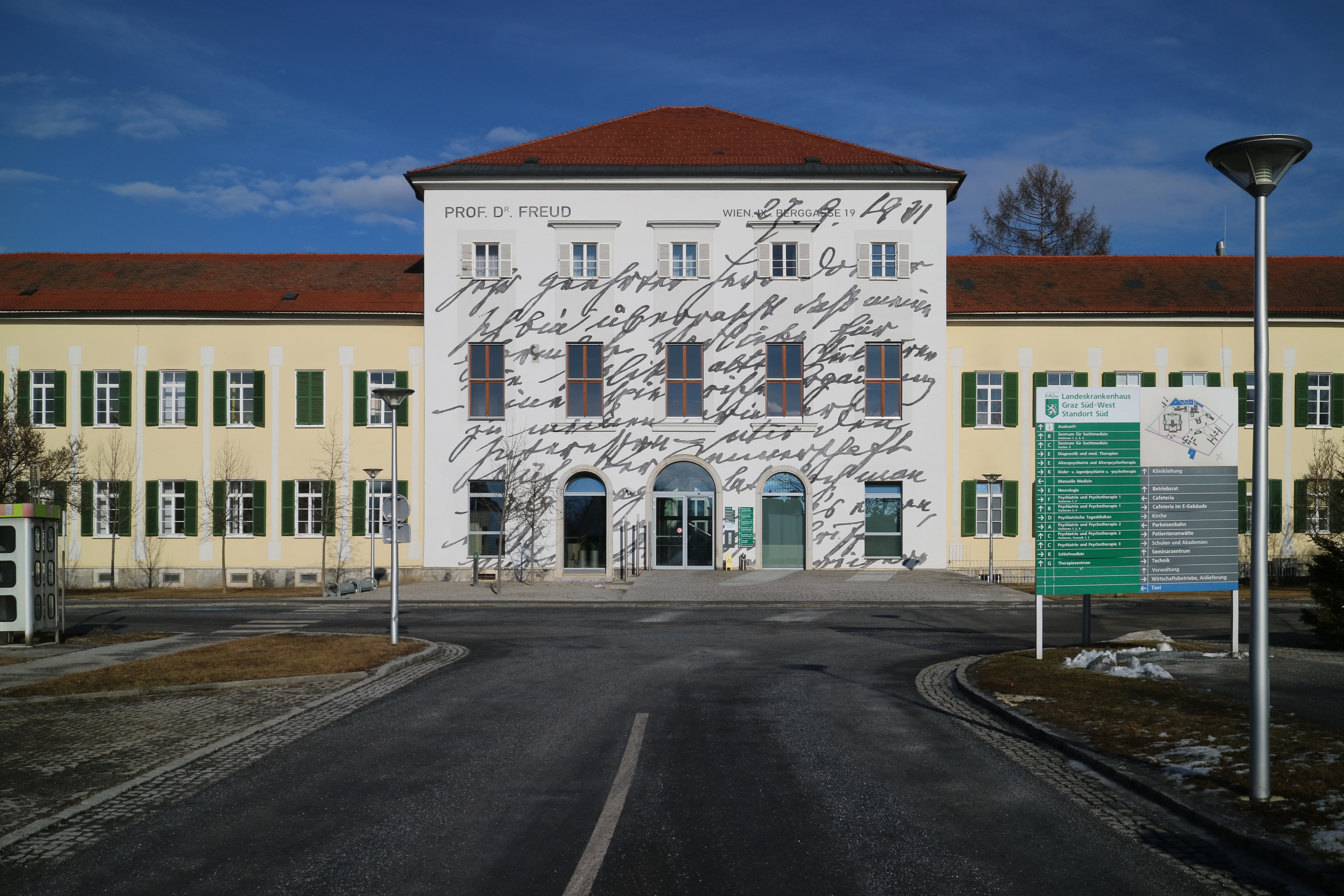
Hauptgebäude, Fassade bemalt mit Brief Sigmund Freuds (2017)

Der Standort Süd des Landeskrankenhauses Graz II ist eine öffentliche Sonderkrankenanstalt im Verband der Steiermärkischen Krankenanstaltengesellschaft m.b.H. (KAGes) in Graz. Sie befindet sich an der Adresse Wagner-Jauregg-Platz und zugleich an der Wagner-Jauregg-Straße, benannt nach dem zeitweise an der Universität Graz tätigen österreichischen Psychiater und Nobelpreisträger Julius Wagner-Jauregg. Seit 2019 gehört sie zum Krankenanstaltenverbund „LKH Graz II“.
Es werden Menschen mit psychischen, psychosomatischen und neurologischen Erkrankungen aus der gesamten Steiermark sowie aus dem südlichen Burgenland ambulant und stationär behandelt, für die rund 780 Betten zur Verfügung stehen.

## Geschichte
Die ursprünglich für 460 Patienten ausgelegte, zwei Weltkriege überdauernde und bis heute bestehende Krankenanstalt, zwischenzeitlich mit mehreren Zubauten und der Einbeziehung mehrerer Filialen erweitert, ist Anfang des 21. Jahrhunderts ein großer Spitalkomplex mit mehreren Fachbereichen (Departements).

### Der Feldhof

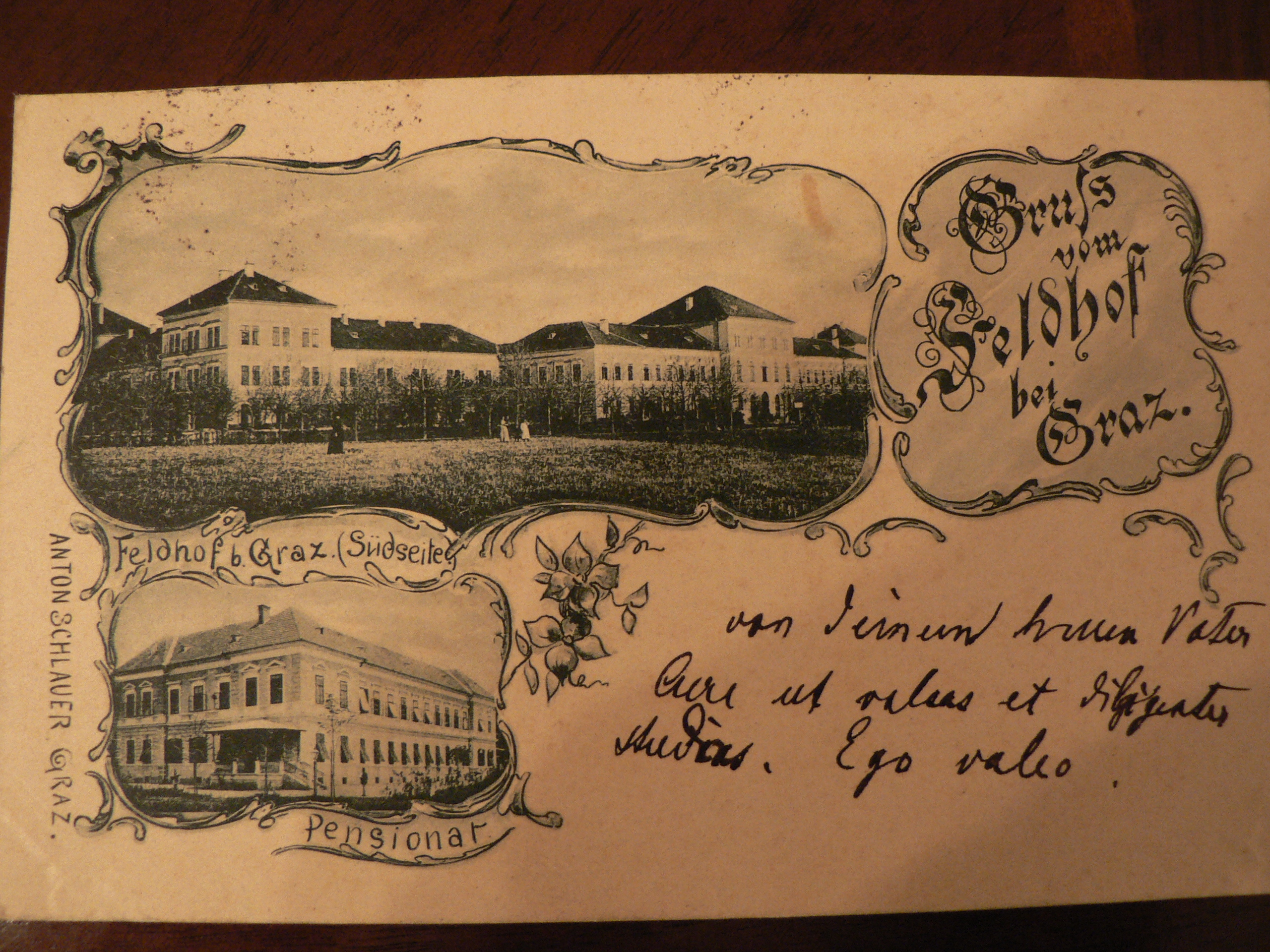
Feldhof, Ansichtskarte, datiert 24. Juli 1898

Im Jahr 1839 beschloss die Landesbehörde des Kronlandes Steiermark, den Neubau einer sogenannten „Irrenanstalt“ in Graz bei der Österreichischen Hofkanzlei in Wien anzuregen. Dieses sollte als Ersatz für ein bestehendes Irrenhaus für psychisch Kranke dienen, welches 1788 unter Förderung von Kaiser Joseph II. gleichzeitig mit dem Allgemeinen Krankenhaus in Graz in der Paulustorgasse im aufgehobenen Kapuzinerkloster entstanden war. 1840 mit der Planung begonnen, wurde 1863 die Ausführung eines dem Stand der damaligen medizinischen Wissenschaft entsprechenden Neubaus einer Landesirrenanstalt für die Steiermark beschlossen. Durch den darauf erfolgten Ankauf des Feldhofes, eines Gutshofs nächst Straßgang bei Graz mit Wirtschaftsgebäude und ausgedehnten landwirtschaftlichen Nutzflächen, wurde ein geeigneter Standort gefunden.
Das Anstaltsgebäude wurde 1868 als Geviert mit 200 Metern Seitenlänge spiegelgleich geplant. Dahinter befinden sich noch Wirtschaftsgebäude mit einem Wasserturm genau auf der Symmetrieachse. Die Grundsteinlegung erfolgte im Jahr 1870. Trotz der Größe konnte die neue Landesirrenanstalt am 26. Dezember 1872 ihrer Bestimmung übergeben werden, deren erster Direktor der Professor der Universität Graz, Johann Nepomuk Czermak, wurde. Sein Bruder Joseph Czermak, der bereits die Anstalt in Brünn aufbaute, wirkte an der Konzeptionierung der Anstalt mit. Im Mai 1873 wurde dem zuvor in Straßburg tätigen Psychiater Richard von Krafft-Ebing die Anstaltsleitung übertragen. Am 22. Mai 1874 ging dazu die psychiatrische Klinik am Feldhof in Betrieb und Freiherr von Krafft-Ebing trat als Primarius der Universität Graz das Lehramt der Psychiatrie an. Mit Oktober 1880 gab er die Funktion als Direktor der Landesirrenanstalt auf, um sich auf Lehre und Forschung – 1885 erfolgte seine Ernennung zum Ordinarius – zu konzentrieren. Sein Nachfolger wurde Julius Wagner-Jauregg (1857–1940), nach dem die von der Kärntner Straße zur Anstalt führende Straße benannt wurde, das Haus erhielt dabei die Adresse Wagner-Jauregg-Platz 1.

### Baugeschichtliches
1904–1905 wurde ein Großbrunnen errichtet und der Wasserturm mit 250 m3 fassendem Hochbehälter, der bis heute in Betrieb ist. Auf der leicht kegeligen Turmsäule in überwiegend rotem Sichtziegelmauerwerk sitzt auskragend ein 8-eckiger weißer Aufbau mit Pyramidendach.
1904 malte R. Winkler ein großes Panorama-Aquarell aus einer Perspektive vom Süden schräg aus der Luft, das 1909 durch Übermalung mit hinzugekommenen Bauten ergänzt und in der Bezeichnung der Anstalt korrigiert wurde.
Zwischen 2008 und 2016 erhielt die Fassade am ebenfalls denkmalgeschützten Hauptgebäude eine weiße Färbelung samt Faksimile eines Briefes von Sigmund Freud.
2020 wurden – eingeschoßige – Bauten erstmals aus Holz zur Unterbringung von Suchtpatienten errichtet.

### Zeit des Nationalsozialismus
Unter dem ärztlichen Leiter Oskar Begusch und seinem Nachfolger Ernst Sorger wurden ca. 1500 Patienten der NS-Tötungsanstalt Hartheim zugeführt. Der Tötungsarzt Rudolf Lonauer schrieb von „Rückständen“, die er noch in der Zwischenanstalt Niedernhart in Linz habe, und Begusch von „Überbelag“, den er mittels Eisenbahntransport loswerden wollte. Auch Heinrich Wolfer war von 1938 bis 1940 dort Assistenzarzt.
In Feldhof gab es nach den Forschungen des Historikers Thomas Oelschläger eine „Kinderfachabteilung“.
Der Facharzt Rainer Danzinger berichtet: „Zum Teil hat man sie einfach sterben lassen durch Unterernährung, bei offenem Fenster mit nasser Kleidung liegen gelassen, das ist aus den Krankengeschichten erkennbar, wie die Kinder immer weniger spielen, immer stiller werden, und dann sind sie plötzlich tot.“

### Namensgebung
Die Landesirrenanstalt am Feldhof wurde zwischen 1904 und 1909 umbenannt in Landes-Heil- und Pflegeanstalt für Geisteskranke am Feldhof, dann Landessonderkrankenhaus (LSKH), dann Landesnervenkrankenhaus (LNKH), danach – ab November 1999, unter Leitung von Rainer Danzinger – in Landesnervenklinik Sigmund Freud (LSF). Damit sollten die von Sigmund Freud um die Wende zum 20. Jahrhundert begründeten und revolutionär veränderten Sichtweisen und Behandlungsansätze für psychisch Kranke gewürdigt werden. Mit Jahresbeginn 2015 fand durch die Zusammenlegung des LKH Graz-West und der LSF Graz eine Namensänderung statt. Der Verbund beider Krankenhäuser wurde LKH Graz Süd-West genannt, wobei die LSF Graz zum Standort Süd wurde und das LKH Graz-West zum Standort West wurde. Anfang 2019 wurden die Landeskrankenanstalten LKH Graz Süd-West und LKH Hörgas-Enzenbach zum LKH Graz II zusammengeschlossen.
Bei der örtlichen Bevölkerung ist noch immer der alte Spitzname Puntigam links bekannt, der sich auf die örtliche Lage westlich neben dem Zentrum von Puntigam bezieht. Tatsächlich liegt das Krankenhaus auch nach der Gründung des eigenständigen Bezirkes Puntigam in Straßgang. Auch die Bezeichnung Feldhof ist noch immer umgangssprachlich in Verwendung.
Mit der Bezeichnung Nervenklinik versteht man in Graz die spezielle Universitätsklinik im LKH-Universitätsklinikum Graz, aus dieser wurde inzwischen auch eine eigene Universitätsklinik für Psychiatrie, Psychosomatik und Psychotherapie, die in der ehemaligen Lungenklinik untergebracht ist, ausgegliedert.

## Einrichtung

### Organisation
Rechtsträger des LKH Graz II Standort Süd ist die Steiermärkische Krankenanstaltengesellschaft m.b.H. in Graz. Die kollegiale Führung (Medizin-Pflege-Verwaltung) der Klinik wird von einer Ärztlichen Direktion, einer Pflege- und einer Betriebsdirektion gebildet. Die Direktoren sind mit Stand 2024: Michael Lehofer, Birgit Großauer, Bernhard Haas.

### Medizinische Schwerpunkte
Die Schwerpunkte des Krankenhauses sind die Behandlung von Erkrankungen des Zentralen Nervensystems sowie im psychischen Bereich. Neben der herkömmlichen Psychiatrie gibt es auch spezielle Bereiche, etwa eine Abteilung für die Behandlung von Abhängigkeitserkrankungen sowie die Gerontopsychiatrie (psychische Erkrankungen im höheren Lebensalter) und die Neuropsychiatrische Kinder- und Jugendabteilung. Die Abteilung für Neurologie ist unter anderem auf die Behandlung von Schlaganfällen spezialisiert. Hinzu kommen einige Spezialeinrichtungen wie die gemeinsamen Fachbereiche für Schlafmedizin, für manuelle Medizin, ein konservativer Bereich und ein Beratungszentrum für psychische und soziale Fragen.
Die drei erwachsenenpsychiatrischen Abteilungen, an denen etwa die Hälfte der Patienten behandelt wird, sind den drei großen Regionen der Oststeiermark, Weststeiermark und Obersteiermark zugeordnet.

## Trivia

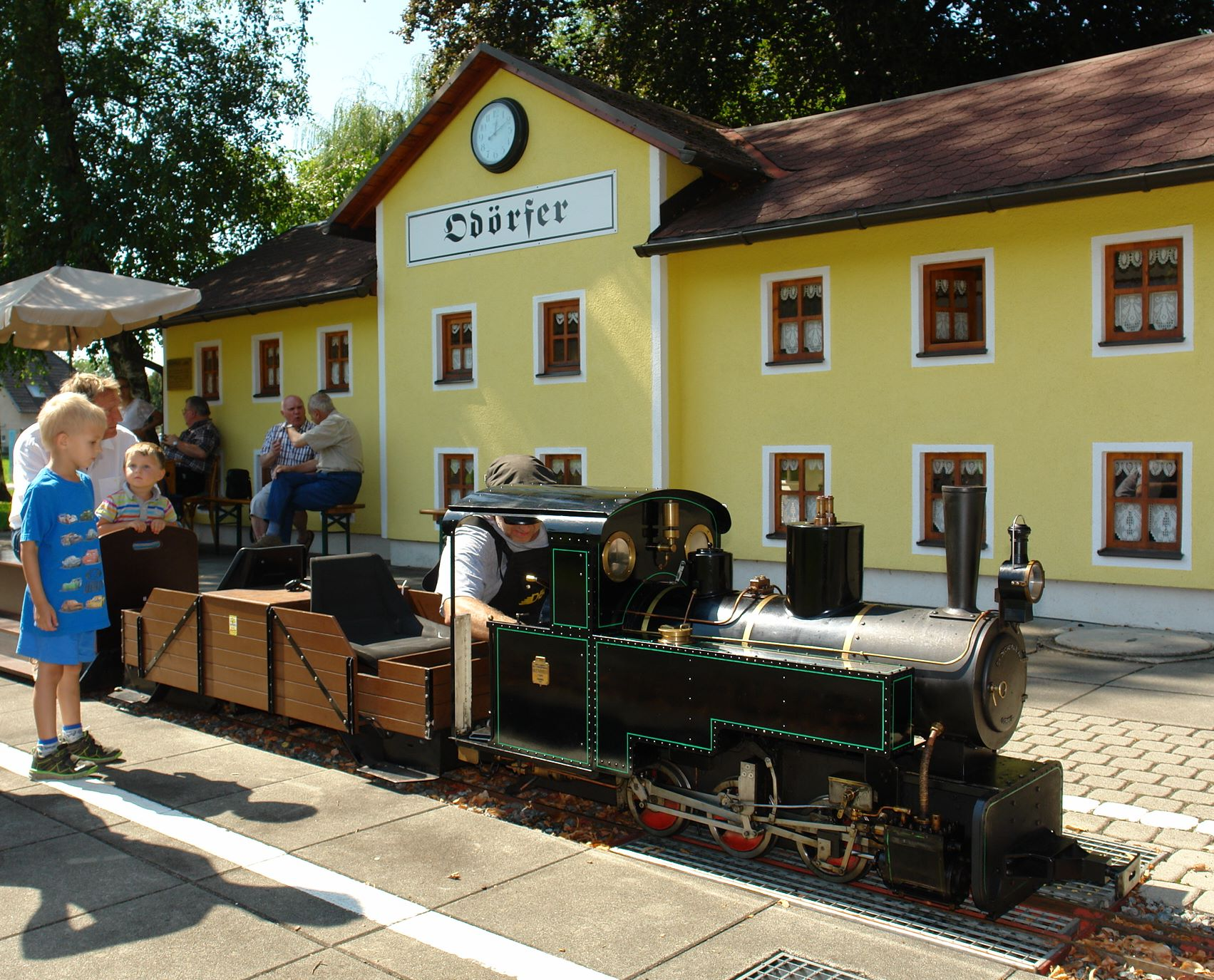
Gartenbahn des Dampfbahnclubs Graz

Im großen Park der Anstalt wurde zwischen 2004 und 2007 die Gartenbahn des Dampfbahnclubs Graz zum Aufsitzen mit Dampflokomotiven auf 127 und 184 mm Spur errichtet. Auf ihr werden an vielen Samstagen im Sommerhalbjahr Publikumsfahrtage angeboten.